# 德比铁路技术中心

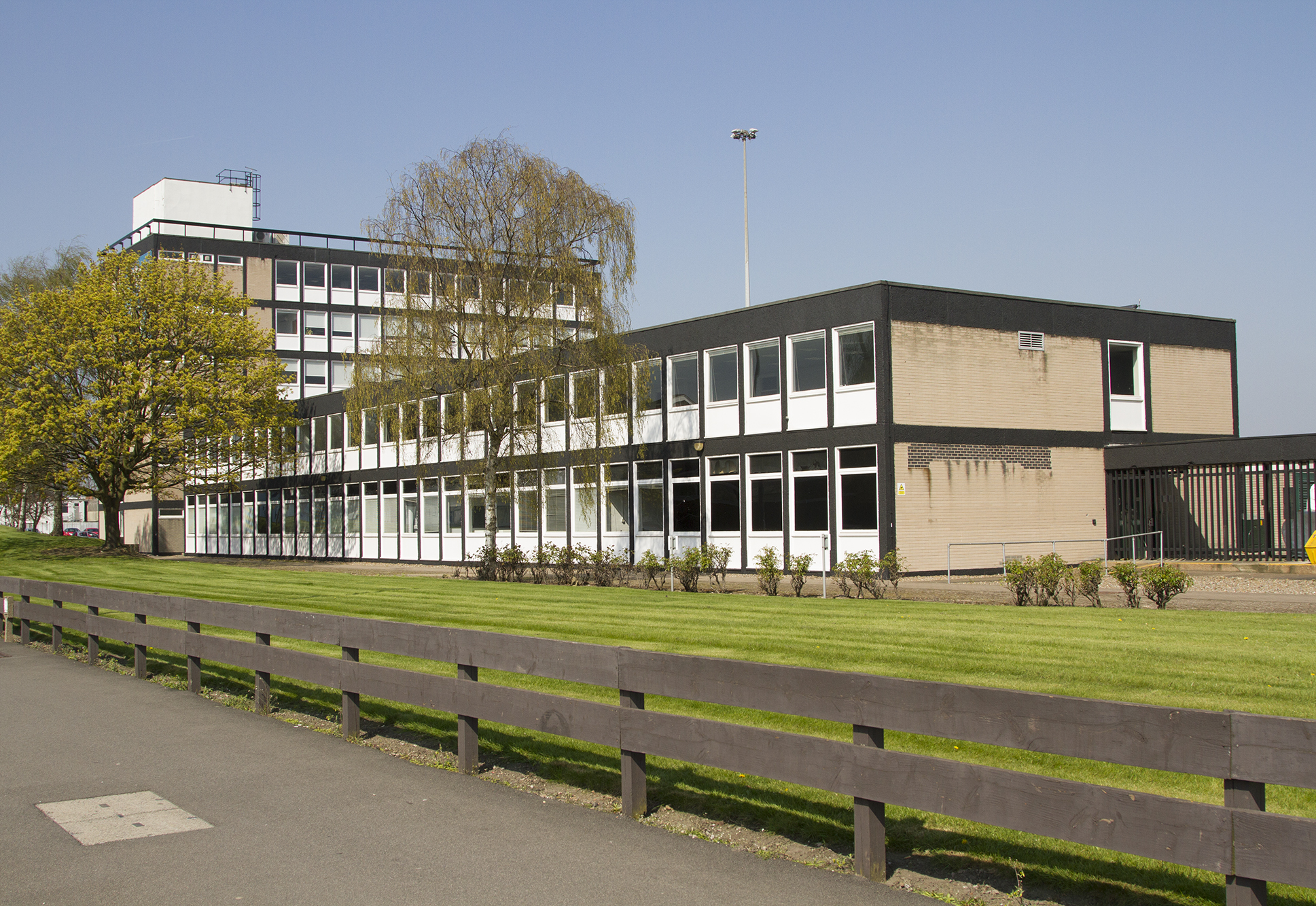
德比铁路技术中心

德比铁路技术中心（Railway Technical Centre，RTC）是英国铁路局的一個技术中心，建于1960年代初期。英国铁路自稱德比铁路技术中心是世界上最大的铁路研究中心。1964年5月，爱丁堡公爵菲利普亲王出席德比铁路技术中心開幕儀式。